# Stazione di Perugia Università
La stazione di Perugia Università è una fermata ferroviaria nel comune di Perugia a servizio principalmente dei Dipartimenti di Ingegneria dell'Università di Perugia, situati in posizione prospiciente lo scalo; la fermata si trova sulla linea ferroviaria Foligno-Terontola.
La gestione degli impianti è affidata a Rete Ferroviaria Italiana (RFI).

## Storia
La fermata venne attivata il 9 maggio 2003.

## Struttura ed impianti
Non è presente il fabbricato viaggiatori ma come riparo è stata installata una pensilina piuttosto grossa con sotto alcune panchine.
Il piazzale si compone di un solo binario servito da una banchina alta 55 cm.

## Servizi
- Fermata autobus
- Stazione accessibile ai disabili.
- Stazione video sorvegliata

## Movimento
Il flusso dei viaggiatori è costituito in gran parte da studenti universitari; per questo motivo i treni fermano principalmente nei giorni lavorativi e vengono sospesi durante il mese di agosto.
Il servizio viaggiatori è esclusivamente di tipo regionale . I servizi regionali sono espletati dalla società Ferrovia Centrale Umbra s.r.l. che lo svolge in subappalto per conto di Trenitalia, mentre i servizi interregionali ed a lunga percorrenza sono effettuati da quest'ultima società ferroviaria.
I treni che effettuano servizio presso questa stazione sono circa venticinque. Le loro principali destinazioni sono: Firenze Santa Maria Novella, Terontola-Cortona e Foligno.
Al 2007, l'impianto risultava frequentato da un traffico giornaliero medio di 121 persone.